# SV 1899 Mühlhausen
SV 1899 Mühlhausen is een Duitse sportvereniging uit Mühlhausen, Thüringen. De club is actief in atletiek, volleybal, voetbal, worstelen, boksen, gymnastiek, badminton, darts, capoeira en sport voor gehandicapten.

## Geschiedenis
De club werd opgericht op 23 februari als FC Germania Mühlhausen. De eerste wedstrijd werd in april 1899 gespeeld tegen Erfurter SC 1895 en met 0:2 verloren. In 1900 was Germania een van de stichtende clubs van de Duitse voetbalbond. De club speelde vanaf 1905 in de Thüringse competitie, die op dat moment wel slechts de status van tweede klasse had. Toen de competitie in 1907 verheven werd naar eerste klasse moest Germania in de tweede klasse aantreden en kon wel meteen promotie afdwingen. Het volgende seizoen werd de club groepswinnaar en plaatste zich voor de eindronde, waar ze verloren van FC Carl Zeiss Jena. Na dit seizoen werd de competitie geplitst en ging de club in de Noord-Thüringse competitie spelen, maar werd niet in de eerste klasse ingedeeld, waar enkel clubs uit Erfurt speelden. Nadat de competitie uitgebreid werd speelde de club wel in de hoogste klasse en eindigde samen met FC 1901 Gotha eerste, maar verloor de play-off om de groepswinst. In 1914 kon de club de groepswinst behalen, maar verloor dan met 8-2 de titelfinale van SC Erfurt 1895. Hierna ging de club in de nieuwe Wartburgse competitie spelen. De club werd derde in 1916 en trok zich hierna terug uit de competitie. 
In 1901 werd FC Teutonia Mülhausen opgericht. De club speelde vanaf 1910 in de Noord-Thüringse competitie en werd twee keer tweede achter Erfurter SC. In 1916/17 trok de club zich na enkele wedstrijden terug uit de competitie. 
In 1918 fuseerden beide clbus tot SV 1899 Mühlhausen aan. De Wartburgse competitie werd nu ondergebracht in de nieuwe Kreisliga Thüringen en de club moest in de tweede klasse van start. In 1921 werd de club groepswinnaar en kon in de eindronde ook de algemene titel winnen en promoveerde zo naar de Kreisliga. Na 1923 werd de Kreisliga afgevoerd en werden de competities van voor 1918 in ere hersteld. De club ging nu in de Gauliga Wartburg spelen. De club eindigde meestal in de lagere middenmoot en onder rivaal VfB 1909 Mühlhausen. Enkel in 1932 en 1933 ging het beter toen ze derde en vierde eindigden. In 1933 werd de competitie grondig hervormd. De vele Midden-Duitse competities werden vervangen door de Gauliga Mitte en Gauliga Sachsen. De clubs uit Wartburg werden niet sterk genoeg bevonden voor de Gauliga Mitte en voor de Bezirksklasse Thüringen kwalificeerden zich slechts twee clubs. De club bleef in de Wartburgse competitie die als Kreisliga nu de derde klasse werd. In 1934 en 1938 werd de club kampioen, maar slaagde er niet in te promoveren. In 1940 promoveerde de club rechtstreeks na een nieuwe titel. De club eindigde twee keer in de middenmoot maar trok zich in 1942 vrijwillig terug uit de competitie. 
Na de Tweede Wereldoorlog werden alle Duitse voetbalclubs ontbonden. In 1992 fuseerden Fitniss 90 en SV Union Mühlhausen en de club nam de historische naam SV 1899 weer aan. In 1997 splitste de voetbalafdeling zich als FC Union. SV 1899 bleef bestaan in verschillende sporttakken waaronder nog steeds het voetbal.